# Mauro Bertagnin
Mauro Bertagnin (Padova, 27 dicembre 1949) è un architetto e urbanista italiano esperto internazionale di conservazione dell'architettura di terra.

## Biografia
Si laurea in architettura presso l'Istituto Universitario di Architettura di Venezia nel 1974 con Giancarlo De Carlo.
Professore ordinario di Design e Progettazione Tecnologica dell'Architettura dal 1991 ha insegnato Costruzione dell'Architettura e Architettura Sostenibile presso i corsi di laurea in architettura dell'Università di Udine, che ha diretto dal 2012 al 2015 divenendo successivamente senior professor.
Coniuga la didattica e l'impegno nella conservazione delle architetture di terra ad una densa attività editoriale, pubblicando interventi nella rivista Spazio e Società nel 1982 e nel 1983, rispettivamente inerenti alle condizioni sociali e architettoniche in Algeria e alla tipologia costruttiva di terra. Pubblica inoltre diversi libri, sia in veste di scrittore che di editore, in merito alla bioedilizia, alla didattica dell'architettura attraverso la costruzione e la conservazione delle realtà vernacolari in ambito architettonico nel quadro di una rete internazionale comune.
Dirige la collana Architecture Planning and Preservation di Mimesis Edizioni, in cui si trattano tematiche inerenti alla ricerca su diversi temi architettonici, dalla progettazione e pianificazione urbanistica fino alla conservazione delle realtà locali. 
Dal 1991 al 1999 è prorettore per le relazioni internazionali dell'Università di Udine, nel 2000 ricopre il ruolo di delegato per la mobilità studentesca nella stessa università.
L'azione della propria didattica della costruzione, imperniata sulla centralità dell'architettura di terra si è estesa anche ad altre aree scientifiche quali l'archeologia offrendo mirati supporti didattici; nell'ambito della ricerca e della didattica redige saggi in merito alla bioedilizia e alle modalità costruttive dell'architettura
Ha partecipato a importanti programmi di cooperazione didattica e scientifica nel con alcuni atenei africani quali EPAU - Ecole Polytechnique Architecture Urbanisme e Building Department dell'Obafemi Awolowo University di Ile-Ife (Nigeria)  approfondendo la conoscenza delle architetture di terra sia nell'area desertica che in quella tropicale.
Ha condotto con il CMES (Center for Middle East Studies) della Harvard University ricerche sull'architettura dei quartieri delle minoranze in alcune  città islamiche del bacino del Mediterraneo. 
Bertagnin è stato anche visiting professor presso le facoltà di architettura della Columbia University, New York, del MIT di Boston (Aga Khan Programme  of Architecture). Presso la GSA -Graduate School of Design  della Harvard University a Cambridge ha contribuito al panel multidisciplinare  di discussione  tra  esperti Desert Tourism: Delineating the Fragile Edges of Development.
Nel 2017 organizza in collaborazione con Jean Baptiste Decavèle un seminario di progetto e costruzione nel quadro delle attività del Vigne Museum di Corno di Rosazzo progettato da Yona Friedman.

## Impegno nella conservazione dell'architettura di terra e nell'UNESCO
Dal 1985 è il membro italiano di CRATerre (International Centre on Earthen Architecture).
È inoltre membro dell'ISCEAH–ICOMOS, International Scientific Committee on Earthen Architectural Heritage.
Come esperto del Centro del Patrimonio Mondiale dell'UNESCO,  per la conservazione delle architetture di terra e del World Heritage Earthen Architecture Programme (WHEAP, 2007-2017) ha condotto missioni di monitoraggio e progetti di conservazione in Benin, Egitto, Kenya, Mali e Oman e collaborato con il École du Patrimoine Africain (EPA) (Benin) e Centre for Development of African Heritage (Kenya) per la  preparazione di materiali didattici di aggiornamento dei manager della conservazione africani.
Il Centro del Patrimonio Mondiale dell'UNESCO ha pubblicato il suo Manuel pour la Conservation de Tombouctou che sintetizza il lavoro decennale di protezione della città per cui ha redatto anche il Piano di salvaguardia di emergenza dopo le alluvioni del 2008 che hanno danneggiato molte delle architetture di terra di Timbuctù.
Nell'aprile del 2010 fa parte del panel internazionale di esperti interpellati per la conservazione del sito di New Gourna di Hassan Fathy, promosso dal Centro del Patrimonio Mondiale (CPM-WHC) dell'UNESCO nel quadro del WHEAP.
Bertagnin ha inoltre dedicato alla documentazione dell'architettura di terra italiana un'approfondita ricerca riassunta in un libro e la riedizione critica del primo storico manuale italiano sulla costruzione in terra battuta.

## Collaborazioni con artisti
Nel 2021, Bertagnin come esperto di architettura di terra è stato invitato dall'artista Marco Nereo Rotelli a collaborare alla concezione e realizzazione dell'opera Falso/Autentico realizzata presso il Fuori Salone di Milano, opera ad alto contenuto multimediale ispirata alle culture costruttive della architettura in terra del popolo Mosgoum.

## Opere
- Architetture di terra in Italia. Tipologie, tecnologie e culture costruttive, Edicom, Monfalcone, 1999
- (con Susan G. Miller) The Architecture and Memory of the Minority Quarter in the Muslim Mediterranean City, Harvard-Graduate School of Design-Aga Khan Program of Architecture, Boston, 2010
- (con Ali Ould Sidi) Manuel pour la Conservation de Tombouctou, UNESCO, Parigi, 2014
- Preservation of Vernacular Earthen Architecture in the UNESCO World Heritage Earthen Architecture Programme WHEAP – 2007-2020: Background, Achievements and Outputs, 2020
- (con Daniele Morandi Bonacossi) Endangered Cultural Heritage Protection and Enhancement of the Duhok Region Archaeological Heritage (Kurdistan Region of Iraq)-International Conference, CNR-University of Udine, Roma, January 29, 2020
- Preserving the mysterious: researches, projects and preservation  sites for Timbuktu in Cities of Earth - Earthen Architecture Seminar, Global Research Department DGDA , Diriyah Foundation-Riyhad KSA, 2023